# Licince
Licince (em húngaro: Lice) é um município da Eslováquia, situado no distrito de Revúca, na região de Banská Bystrica. Tem 18,28 km² de área e sua população em 2018 foi estimada em 788 habitantes.

## Demografia
| Ano:        | 1994 | 2004    | 2014    | 2024   |
| ----------- | ---- | ------- | ------- | ------ |
| Broj ljudi: | 535  | 686     | 756     | 793    |
| Razlika:    |      | +28,22% | +10,20% | +4,89% |

| Ano:               | 2023 | 2024   |
| ------------------ | ---- | ------ |
| Número de pessoas: | 791  | 793    |
| Diferença:         |      | +0,25% |